# Timbre amphorique

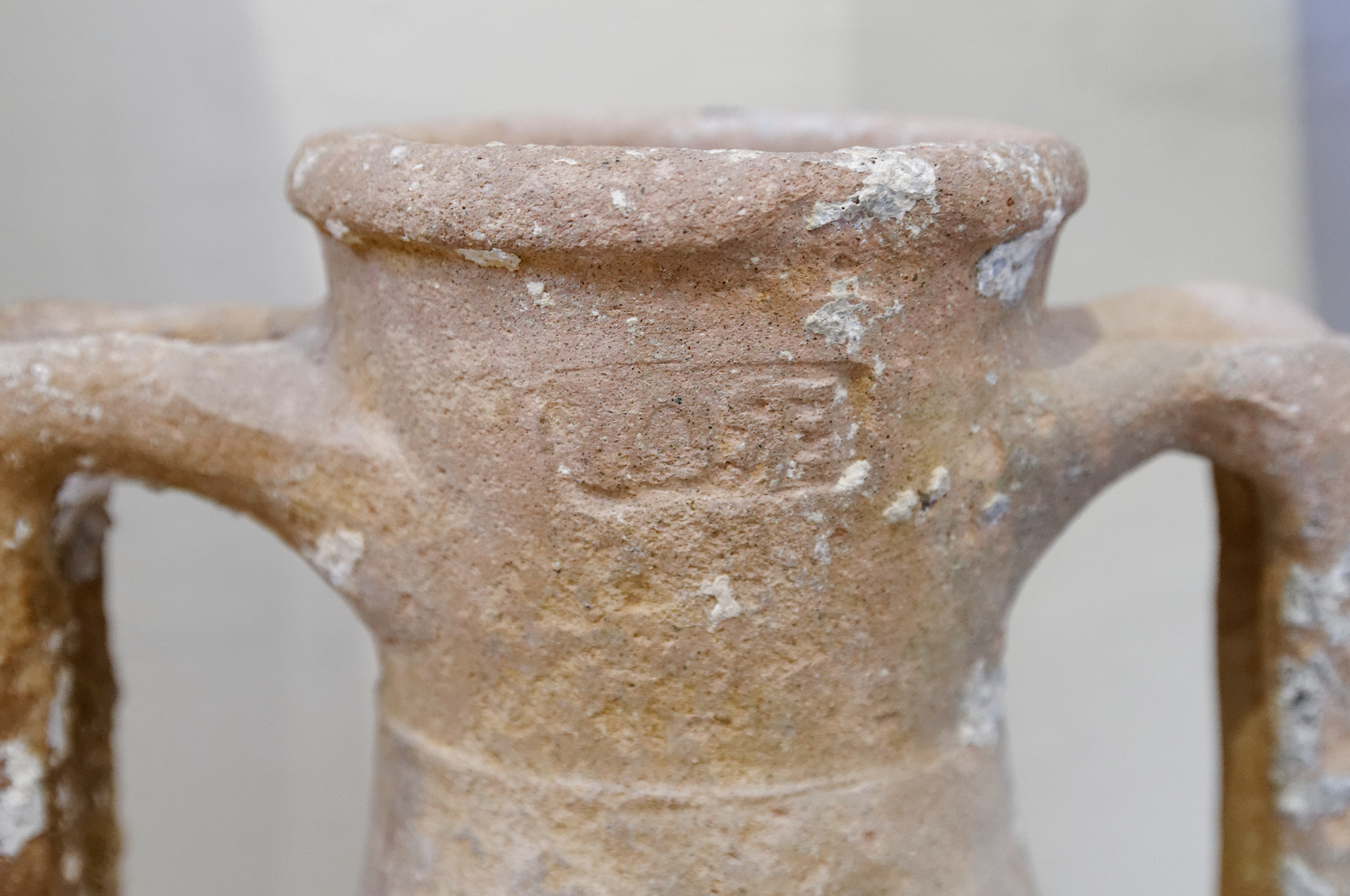
Timbre amphorique.

Un timbre amphorique est une marque imprimée (avant cuisson) sur une amphore de transport durant l'Antiquité.
Leur étude permet de dater assez précisément les contextes archéologiques dans lesquels elles ont été retrouvées, mais également d'étudier le commerce antique.
Toutes les cités productrices d'amphores n'ont pas timbré leurs amphores. En outre, le coefficient de timbrage (nombre d'amphores timbrées par rapport au nombre total d'amphores) d'une cité pouvait varier au fil du temps. 
Les timbres de Thasos, Sinope, Rhodes, Cos, Cnide, Héraclée du Pont sont relativement bien étudiés et ont permis d'aboutir à des chronologies relativement précises.